# Challenger de Santiago 2014
El torneo Cachantún Cup 2014 es un torneo profesional de tenis. Pertenece al ATP Challenger Tour 2014. Se disputará su 7.ª edición sobre polvo de ladrillo, en Santiago de Chile, Chile entre el 14 y el 20 de abril de 2014. No tiene relación con el antiguo Challenger de Santiago, que se realizaba bajo el nombre de Copa Petrobras.

## Jugadores participantes del cuadro de individuales
| Favorito | País                      | Jugador          | Rank1 | Posición en el torneo |
| -------- | ------------------------- | ---------------- | ----- | --------------------- |
| 1        | Bandera de Estados Unidos | Denis Kudla      | 108   | Segunda ronda         |
| 2        | Bandera de Argentina      | Facundo Argüello | 123   | Cuartos de final      |
| 3        | Bandera de Argentina      | Guido Andreozzi  | 139   | Primera ronda         |
| 4        | Bandera de Estados Unidos | Wayne Odesnik    | 144   | Cuartos de final      |
| 5        | Bandera de Australia      | James Duckworth  | 161   | FINAL                 |
| 6        | Bandera de Francia        | Lucas Pouille    | 180   | Primera ronda         |
| 7        | Bandera de Argentina      | Renzo Olivo      | 204   | Primera ronda         |
| 8        | Bandera de Argentina      | Andrea Collarini | 205   | Segunda ronda         |

| Posición en el torneo   |
| ----------------------- |
| Primera y segunda ronda |
| Cuartos de final        |
| Semifinales             |
| FINAL                   |
| CAMPEÓN                 |

- 1 Se ha tomado en cuenta el ranking del día 7 de abril de 2014.

### Otros participantes
Los siguientes jugadores recibieron una invitación (wild card), por lo tanto ingresan directamente al cuadro principal:
- Bastián Malla
- Nicolás Jarry
- Guillermo Núñez
- Matias Sborowitz

Los siguientes jugadores ingresan al cuadro principal tras disputar el cuadro clasificatorio:
- Thiemo de Bakker
- Juan Pablo Paz
- Hans Podlipnik
- Pedro Cachín

## Jugadores participantes en el cuadro de dobles

### Cabezas de serie
| Favorito | País                               | Jugador         | País                 | Jugador          | Rank1 | Posición en el torneo |
| -------- | ---------------------------------- | --------------- | -------------------- | ---------------- | ----- | --------------------- |
| 1        | Bandera de la República Dominicana | José Hernández  | Bandera de Argentina | Eduardo Schwank  | 501   | Semifinales           |
| 2        | Bandera de Bolivia                 | Hugo Dellien    | Bandera de Argentina | Renzo Olivo      | 546   | Semifinales           |
| 3        | Bandera de Chile                   | Jorge Aguilar   | Bandera de Chile     | Hans Podlipnik   | 636   | FINAL                 |
| 4        | Bandera de Argentina               | Guido Andreozzi | Bandera de Argentina | Andrea Collarini | 647   | Cuartos de final      |

- 1 Se ha tomado en cuenta el ranking del día 7 de abril de 2014.

## Campeones

### Individual Masculino
- Thiemo de Bakker derrotó en la final a  James Duckworth, 4–6, 7–610, 6–1

### Dobles Masculino
- Christian Garin /  Nicolás Jarry derrotaron en la final a  Jorge Aguilar /  Hans Podlipnik-Castillo por retiro.